# فينيتيا ستيفينسون
فينيتيا ستيفينسون (بالإنجليزية: Venetia Stevenson)‏ هي عارضة وممثلة أمريكية، ولدت في 10 مارس 1938 بلندن في المملكة المتحدة.

## وصلات خارجية
- فينيتيا ستيفينسون على موقع IMDb (الإنجليزية)
- فينيتيا ستيفينسون على موقع ميوزك برينز (الإنجليزية)
- فينيتيا ستيفينسون على موقع ديسكوغز (الإنجليزية)
- فينيتيا ستيفينسون على موقع قاعدة بيانات الفيلم (الإنجليزية)